# 二量体

カルボン酸の二量体は気相でもよく見られる。

二量体（にりょうたい）またはダイマー(dimer)は、2つの同種の分子やサブユニット(単量体)が物理的・化学的な力によってまとまった分子または超分子を言う。二量体を形成することを、おもに化学では二量化、生化学では二量体化という。
さらに、3つ・4つのサブユニットがまとまったものは三量体・四量体と言う。少数のものがまとまったものを総称してオリゴマー、多数の場合は高分子と呼ぶ。

## 化学における二量体
共有結合により結びついた化学的二量体と水素結合のような共有結合よりも弱い相互作用により結びついた物理的二量体がある。
化学的二量体の例としては、シクロペンタジエン(C5H6)の二量体であるジシクロペンタジエン(C10H12)がある。また、気相で赤褐色の二酸化窒素(NO2)の二量体である無色の四酸化二窒素(N2O4)も挙げられる。
物理的二量体を形成するものの例としては、酢酸などのカルボン酸や水のように水素結合を介するものや、ベンゼンのように分散力によって二量化するものなどがある。

## 生化学における二量体
生化学や分子生物学においては、タンパク質や核酸などの高分子の二量体が存在する。同一のサブユニットが二量化したものをホモ二量体、異なるサブユニットが二量化したものをヘテロ二量体という。生化学では、共有結合によって二量化するものはほとんどがジスルフィド結合を介したものであり、それ以外は水素結合などの弱い相互作用を介したものである。生化学における二量体の例としては、二つの異なるアミノ酸鎖からなる逆転写酵素がある。

### 例
- 核酸
  - DNA
- タンパク質
  - 抗体
  - プロテインキナーゼ
    - 受容体チロシンキナーゼ

  - 転写因子
    - ロイシンジッパー
    - 核受容体

  - Gタンパク質共役受容体
  - Gタンパク質 βγ二量体
  - キネシン
  - トリオースリン酸イソメラーゼ (TIM)
  - アルコールデヒドロゲナーゼ
  - Toll様受容体
  - フィブリン